# 300
300是299與301之間的自然數。

## 在數學中
- 合數，正因數有1、2、3、4、5、6、10、12、15、20、25、30、50、60、75、100、150和300。
質因數分解為{\displaystyle 2^{2}\times 3\times 5^{2}}。
- 第69個過剩數，真因數和為568，盈度為268。前一個為294、下一個為304。
  - 第70個半完全數，和為本身的其中一組因數為1、 2、 4、 5、 6、 10、 12、 20、 25、 30、 50、 60、 75。前一個為294、下一個為304。
- 第84個十进制的哈沙德數。前一個為288、下一個為306。
- 十进制的奢侈數。
- 三角形數
- 孿生質數（149，151）的和
- 十個連續質數的和：13+17+19+23+29+31+37+41+43+47
- 半完全數：300=50+100+150

## 在人類文化中
- 炸彈之父的衝擊波半徑是300m
- 艾菲爾鐵塔高300米，天線高24米
- 唐朝的小尺，1丈等於300公分
- 南北朝的1升等於300mL
- 新竹市的郵遞區號為300

## 在文藝中

### 文學
- 《唐詩三百首》是一部流傳很廣的唐詩選集
- 《詩經》又稱詩三百，是中國最早的詩歌總集
- 郭沫若著有《甲申三百年祭》，後來又有曾節明的《甲申三百年再祭》
- 梁啟超和錢穆都出版過同名著作《中國近三百年學術史》
- 金性堯著有《唐詩三百首新註》、《宋詩三百首新註》、《明詩三百首新註》

### 電影
- 300壯士：斯巴達的逆襲

## 在體育中
- 保齡球的滿分，又稱為300分比賽
- 在棒球中有300-300俱樂部、300勝俱樂部
- 有些學校的操場長度為300公尺
- 300公尺是非正式的短跑長度，但是常見的訓練長度

## 在交通工具中

### 飛機

#### 空中巴士
- 空中巴士A300是世界上第一架雙引擎廣體客機
- 空中巴士A310-300增加了其最大起飛重量和續航能力
- 空中巴士A330有兩個型號，分別為A330-300和A330-200
- 空中巴士A340有A340-300 系列

#### 波音
- 最後一部波音737-300於2000年交付給紐西蘭航空，這亦是最後一部第二代的737客機
- 波音747-300是在1980年才開發，另外還有747-300M、747-300SR等衍生型號
- 波音767-300是767-200的加長型，另外還有767-300ER、767-300F等衍生型號
- 波音777-300是777首個延長機體型號，另外還有777-300ER等衍生型號

#### 其它
- BAe 146-300是BAe 146-200的機身加長型
- BAC 1-11-300是在1963年宣佈開發的

### 其他交通工具
- 新幹線300系電聯車是首款服務希望號班次的新幹線列車
- 亞歷山大丹尼士Enviro 300是一款由英國亞歷山大丹尼士生產的兩軸單層巴士(主要在英國本土使用)
- VDL DB300是一款由荷蘭VDL巴士生產的兩軸雙層巴士車款

## 在科學中
- 微波的頻率範圍是 0.3 GHz 至300 GHz
- 超低頻指的是頻率介於30Hz與300Hz間的電磁波

## 在天文中
- NGC 300是玉夫座的一個漩渦星系
- 小行星55636 2002 TX300是近地小行星追蹤計畫在2002年10月15日發現的一個大外海王星天體

## 在其他領域中
- 西元300年和前300年
- 洋紅色的HSV為（300°, 100%, 100%）
- 奥林巴斯 IR-300是日本公司在2005年推出的一款數位相機
- 2006年，美國電影學會從300片提名電影中，評選出100片百年來最偉大的勵志片名單，稱作AFI百年百大勵志電影
- 熱成層的夜間融合為F層，約離地面300-500公里

## 301至399的數字
301
- 合数，正因數有1、7、43和301。
質因數分解，{\displaystyle 7\times 43}。
- 亏数，真因數和為51，虧度為250
- 不尋常數，大於平方根的質因數為43。
- 半素数。
- 无平方数因数的数。
- 十进制的等數位數。

302
- 合数，正因數有1、2、151和302。
質因數分解，{\displaystyle 2\times 151}。
- 亏数，真因數和為154，虧度為148
- 不尋常數，大於平方根的質因數為151。
- 半素数。
- 无平方数因数的数。
- 十进制的奢侈數。
- 第50個非歐拉商數
- 可表示為三個連續平方數的和，92 + 102 + 112。
- 平治O302，德國平治車廠出產的旅遊巴士車款
- 新界區專線小巴302線

303
- 合数，正因數有1、3、101和303。
質因數分解，{\displaystyle 3\times 101}。
- 亏数，真因數和為105，虧度為198
- 不尋常數，大於平方根的質因數為101。
- 半素数。
- 无平方数因数的数。
- 十进制的奢侈數。

304
- 合数，正因數有1、2、4、8、16、19、38、76、152和304。
質因數分解，{\displaystyle 2^{4}\times 19}。
- 过剩数，真因數和為316，盈度為12
  - 半完全数，和為本身的其中一組因數為1、 2、 16、 19、 38、 76、 152。
- 不尋常數，大於平方根的質因數為19。
- 十进制的奢侈數。

305
- 合数，正因數有1、5、61和305。
質因數分解，{\displaystyle 5\times 61}。
- 亏数，真因數和為67，虧度為238
- 不尋常數，大於平方根的質因數為61。
- 半素数。
- 无平方数因数的数。
- 十进制的等數位數。
- 第5個六角稜柱數（hexagonal prism number）
- 其平方可以用二個方式表示為二個平方數的和，3052 = 2072 + 2242 = 1362 + 2732
- HTTP狀態碼305表示需使用代理伺服器。
- 平治O305巴士，德國平治車廠出產的巴士底盤，曾由九巴擁有。

306
- 合数，正因數有1、2、3、6、9、17、18、34、51、102、153和306。
質因數分解，{\displaystyle 2\times 3^{2}\times 17}。
- 过剩数，真因數和為396，盈度為90
  - 半完全数，和為本身的其中一組因數為1、 6、 9、 17、 18、 102、 153。
- 普洛尼克数，為17與18的乘積。
- 十进制的奢侈數。

307
- 第63個質數。

308
- 合数，正因數有1、2、4、7、11、14、22、28、44、77、154和308。
質因數分解，{\displaystyle 2^{2}\times 7\times 11}。
- 过剩数，真因數和為364，盈度為56
  - 半完全数，和為本身的其中一組因數為2、 4、 7、 14、 22、 28、 77、 154。
- 佩服數，佩服因數為28。
- 十进制的奢侈數。

309
- 合数，正因數有1、3、103和309。
質因數分解，{\displaystyle 3\times 103}。
- 亏数，真因數和為107，虧度為202
- 不尋常數，大於平方根的質因數為103。
- 半素数。
- 无平方数因数的数。
- 十进制的奢侈數。
- 309是第99個半素数、前一個是305、下一個是314。
- 平治O309，德國平治車廠出產的小型巴士車款

310
- 合数，正因數有1、2、5、10、31、62、155和310。
質因數分解，{\displaystyle 2\times 5\times 31}。
- 亏数，真因數和為266，虧度為44
- 不尋常數，大於平方根的質因數為31。
- 无平方数因数的数。
  - 楔形数。
- 十进制的奢侈數。
- 第33個楔形数。前一個是290，後一個是318。
- 斯堪尼亞K310UD，瑞典斯堪尼亞製造的超低地台雙層巴士型號。
- 中华人民共和国上海市身份证号前三位，被一些人视为上海市、上海人、上海文化的代号[1][2][3][4]。
- 310的上海话谐音为“侪要灵”[1][4]，意思是都要好[3]。

311
- 第64個質數。
  - 孪生素数，為（311、 313）

312
- 合数，正因數有1、2、3、4、6、8、12、13、24、26、39、52、78、104、156和312。
質因數分解，{\displaystyle 2^{3}\times 3\times 13}。
- 过剩数，真因數和為528，盈度為216
  - 半完全数，和為本身的其中一組因數為1、 2、 3、 4、 6、 12、 13、 24、 26、 39、 78、 104。
- 十进制的奢侈數。
- 哈沙德數
- 自我數
- 新界區專線小巴312線

313
- 第65個質數。
  - 孪生素数，為（311、 313）

314
- 合数，正因數有1、2、157和314。
質因數分解，{\displaystyle 2\times 157}。
- 亏数，真因數和為160，虧度為154
- 不尋常數，大於平方根的質因數為157。
- 半素数。
- 无平方数因数的数。
- 十进制的奢侈數。

315
- 合数，正因數有1、3、5、7、9、15、21、35、45、63、105和315。
質因數分解，{\displaystyle 3^{2}\times 5\times 7}。
- 亏数，真因數和為309，虧度為6
- 十进制的奢侈數。

316
- 合数，正因數有1、2、4、79、158和316。
質因數分解，{\displaystyle 2^{2}\times 79}。
- 亏数，真因數和為244，虧度為72
- 不尋常數，大於平方根的質因數為79。
- 十进制的奢侈數。
- 是中心三角形數
- 是中心七邊形數

317
- 第66個質數。

318
- 合数，正因數有1、2、3、6、53、106、159和318。
質因數分解，{\displaystyle 2\times 3\times 53}。
- 过剩数，真因數和為330，盈度為12
  - 半完全数，和為本身的其中一組因數為53、 106、 159。
- 不尋常數，大於平方根的質因數為53。
- 佩服數，佩服因數為6。
- 无平方数因数的数。
  - 楔形数。
- 十进制的奢侈數。

319
- 合数，正因數有1、11、29和319。
質因數分解，{\displaystyle 11\times 29}。
- 亏数，真因數和為41，虧度為278
- 不尋常數，大於平方根的質因數為29。
- 半素数。
- 无平方数因数的数。
- 十进制的奢侈數。

320
- 合数，正因數有1、2、4、5、8、10、16、20、32、40、64、80、160和320。
質因數分解，{\displaystyle 2^{6}\times 5}。
- 过剩数，真因數和為442，盈度為122
  - 半完全数，和為本身的其中一組因數為1、 4、 5、 8、 10、 16、 20、 32、 64、 160。
- 十进制的等數位數。

321
- 合数，正因數有1、3、107和321。
質因數分解，{\displaystyle 3\times 107}。
- 亏数，真因數和為111，虧度為210
- 不尋常數，大於平方根的質因數為107。
- 半素数。
- 无平方数因数的数。
- 十进制的奢侈數。

322
- 合数，正因數有1、2、7、14、23、46、161和322。
質因數分解，{\displaystyle 2\times 7\times 23}。
- 亏数，真因數和為254，虧度為68
- 不尋常數，大於平方根的質因數為23。
- 无平方数因数的数。
  - 楔形数。
- 十进制的奢侈數。

323
- 合数，正因數有1、17、19和323。
質因數分解，{\displaystyle 17\times 19}。
- 亏数，真因數和為37，虧度為286
- 不尋常數，大於平方根的質因數為19。
- 半素数。
- 无平方数因数的数。
- 十进制的奢侈數。

324
- 合数，正因數有1、2、3、4、6、9、12、18、27、36、54、81、108、162和324。
質因數分解，{\displaystyle 2^{2}\times 3^{4}}。
- 过剩数，真因數和為523，盈度為199
  - 半完全数，和為本身的其中一組因數為2、 3、 4、 6、 9、 12、 18、 27、 54、 81、 108。
- 平方数，為18的平方。
- 十进制的奢侈數。

325
- 合数，正因數有1、5、13、25、65和325。
質因數分解，{\displaystyle 5^{2}\times 13}。
- 亏数，真因數和為109，虧度為216
- 十进制的奢侈數。

326
- 合数，正因數有1、2、163和326。
質因數分解，{\displaystyle 2\times 163}。
- 亏数，真因數和為166，虧度為160
- 不尋常數，大於平方根的質因數為163。
- 半素数。
- 无平方数因数的数。
- 十进制的奢侈數。
- 3262 + 1 = 106277，是符合n2 + 1 的質數。
- 非歐拉商數

327
- 合数，正因數有1、3、109和327。
質因數分解，{\displaystyle 3\times 109}。
- 亏数，真因數和為113，虧度為214
- 不尋常數，大於平方根的質因數為109。
- 半素数。
- 无平方数因数的数。
- 十进制的奢侈數。
- 幸運數
- 考拉茲猜想中500以內迭代次數最多的數字

328
- 合数，正因數有1、2、4、8、41、82、164和328。
質因數分解，{\displaystyle 2^{3}\times 41}。
- 亏数，真因數和為302，虧度為26
- 不尋常數，大於平方根的質因數為41。
- 十进制的奢侈數。
- 首15個質數的和

329
- 合数，正因數有1、7、47和329。
質因數分解，{\displaystyle 7\times 47}。
- 亏数，真因數和為55，虧度為274
- 不尋常數，大於平方根的質因數為47。
- 半素数。
- 无平方数因数的数。
- 十进制的等數位數。
- 三二九青年節
- 高互補歐拉商數

330
- 合数，正因數有1、2、3、5、6、10、11、15、22、30、33、55、66、110、165和330。
質因數分解，{\displaystyle 2\times 3\times 5\times 11}。
- 过剩数，真因數和為534，盈度為204
  - 半完全数，和為本身的其中一組因數為1、 2、 3、 5、 10、 11、 15、 22、 30、 55、 66、 110。
- 无平方数因数的数。
- 十进制的奢侈數。

331
- 第67個質數。
  - 超質數
  - 正則質數
  - 立方質數
  - 在二進制中是唯一質數，因為她是唯一一個在二進位中倒數的循環節長度剛好是30位數的質數
  - 31, 331, 3331, 33331, 333331, 3333331, 33333331都是質數，然而333333331不是質數（她是17的倍數）
- 中心五邊形數
- 中心六邊形數
- 幸運數
- 快樂數
- 為默滕斯函數=0的一個解

332
- 合数，正因數有1、2、4、83、166和332。
質因數分解，{\displaystyle 2^{2}\times 83}。
- 亏数，真因數和為256，虧度為76
- 不尋常數，大於平方根的質因數為83。
- 十进制的奢侈數。
- 為不足數，因為她的正因數（除了她自己以外）只有1, 2, 4, 83, 166，加起來也只有256而已

333
- 合数，正因數有1、3、9、37、111和333。
質因數分解，{\displaystyle 3^{2}\times 37}。
- 亏数，真因數和為161，虧度為172
- 不尋常數，大於平方根的質因數為37。
- 十进制的奢侈數。

334
- 合数，正因數有1、2、167和334。
質因數分解，{\displaystyle 2\times 167}。
- 亏数，真因數和為170，虧度為164
- 不尋常數，大於平方根的質因數為167。
- 半素数。
- 无平方数因数的数。
- 十进制的奢侈數。
- 半質數，其質因數僅有2跟167
- 非歐拉商數
- {\displaystyle \Phi _{334}(2)}為質數，其中{\displaystyle \Phi _{n}(x)}為分圓多項式
- 最小的正整數n，讓代數式{\displaystyle {\frac {n\cdot 10^{k}-1}{{\text{gcd}}(n-1,9)}}}對於所有正整數k，都不是質數

335
- 合数，正因數有1、5、67和335。
質因數分解，{\displaystyle 5\times 67}。
- 亏数，真因數和為73，虧度為262
- 不尋常數，大於平方根的質因數為67。
- 半素数。
- 无平方数因数的数。
- 十进制的等數位數。
- 無平方因數的數
- 35邊形數

336
- 合数，正因數有1、2、3、4、6、7、8、12、14、16、21、24、28、42、48、56、84、112、168和336。
質因數分解，{\displaystyle 2^{4}\times 3\times 7}。
- 过剩数，真因數和為656，盈度為320
- 十进制的奢侈數。
- 半完全數
- 哈沙德數
- 不可及數
- 為一個不可解群的元素個數

337
- 第68個質數。
  - 正則質數
  - 反質數
  - 全循環質數
  - 可交換質數
  - 左可截短質數
  - 在二進制中是唯一質數，因為她是唯一一個在二進位中倒數的循環節長度剛好是21位數的質數
- 星數
- 中心十二邊形數

338
- 合数，正因數有1、2、13、26、169和338。
質因數分解，{\displaystyle 2\times 13^{2}}。
- 亏数，真因數和為211，虧度為127
- 十进制的奢侈數。
- 非歐拉商數
- 為一個平方數（169）的兩倍

339
- 合数，正因數有1、3、113和339。
質因數分解，{\displaystyle 3\times 113}。
- 亏数，真因數和為117，虧度為222
- 不尋常數，大於平方根的質因數為113。
- 半素数。
- 无平方数因数的数。
- 十进制的奢侈數。
- 1+339+3392+3393+...+33910為一質數

340
- 合数，正因數有1、2、4、5、10、17、20、34、68、85、170和340。
質因數分解，{\displaystyle 2^{2}\times 5\times 17}。
- 过剩数，真因數和為416，盈度為76
  - 半完全数，和為本身的其中一組因數為4、 10、 17、 20、 34、 85、 170。
- 十进制的奢侈數。
- 非歐拉商數及非互補歐拉商數
- 十二進位中是哈沙德數
- 十個連續質數的和（17 + 19 + 23 + 29 + 31 + 37 + 41 + 43 + 47 + 53）

341
- 合数，正因數有1、11、31和341。
質因數分解，{\displaystyle 11\times 31}。
- 亏数，真因數和為43，虧度為298
- 不尋常數，大於平方根的質因數為31。
- 半素数。
- 无平方数因数的数。
- 十进制的奢侈數。
- 以2為底的最小偽質數（最小滿足2c = 2 (mod c)的合數c）
- 七個連續質數的和（37 + 41 + 43 + 47 + 53 + 59 + 61）
- 第11個八邊形數
- 第一个欧拉伪素数，也是第一个超波里特数

342
- 合数，正因數有1、2、3、6、9、18、19、38、57、114、171和342。
質因數分解，{\displaystyle 2\times 3^{2}\times 19}。
- 过剩数，真因數和為438，盈度為96
  - 半完全数，和為本身的其中一組因數為2、 3、 6、 9、 18、 19、 114、 171。
- 不尋常數，大於平方根的質因數為19。
- 普洛尼克数，為18與19的乘積。
- 十进制的奢侈數。
- 普洛尼克數
- 哈沙德數
- 不可及數

343
- 合数，正因數有1、7、49和343。
質因數分解，{\displaystyle 7^{3}}。
- 亏数，真因數和為57，虧度為286
- 十进制的節儉數。
- 7的立方數
- 迴文數
- 傅利曼數
- 十八進制的純元數：111

344
- 合数，正因數有1、2、4、8、43、86、172和344。
質因數分解，{\displaystyle 2^{3}\times 43}。
- 亏数，真因數和為316，虧度為28
- 不尋常數，大於平方根的質因數為43。
- 十进制的奢侈數。
- 第8個八面體數
- 非互補歐拉商數

345
- 合数，正因數有1、3、5、15、23、69、115和345。
質因數分解，{\displaystyle 3\times 5\times 23}。
- 亏数，真因數和為231，虧度為114
- 不尋常數，大於平方根的質因數為23。
- 无平方数因数的数。
  - 楔形数。
- 十进制的奢侈數。
- 楔形數
- 自我數
- {3, 4, 5}為直角三角形的三邊長
- 十二進位中是哈沙德數
- {\displaystyle \Phi _{345}(2)}為質數，其中{\displaystyle \Phi _{n}(x)}為分圓多項式

346
- 合数，正因數有1、2、173和346。
質因數分解，{\displaystyle 2\times 173}。
- 亏数，真因數和為176，虧度為170
- 不尋常數，大於平方根的質因數為173。
- 半素数。
- 无平方数因数的数。
- 十进制的奢侈數。
- 史密斯數
- 非互補歐拉商數

347
- 第69個質數。
  - 孪生素数，為（347、 349）
  - 非正則質數
  - 安全質數
  - 反質數
  - 孿生質數之一（347，349）
- 347=7^3+4，可以直接由她的數位來表示，因此347是傅利曼數
- 嚴格非迴文數
- 347是循環單位111......111（連續173個1，其中173是質數）的最小的質因數。[5]

348
- 合数，正因數有1、2、3、4、6、12、29、58、87、116、174和348。
質因數分解，{\displaystyle 2^{2}\times 3\times 29}。
- 过剩数，真因數和為492，盈度為144
  - 半完全数，和為本身的其中一組因數為29、 58、 87、 174。
- 不尋常數，大於平方根的質因數為29。
- 十进制的奢侈數。
- 過剩數
- 以348為底的最小偽質數是1105，比任何更小的底的最小偽質數都大，另外，1105是卡邁可數

349
- 第70個質數。
  - 孪生素数，為（347、 349）
  - 正則質數
  - 第70個質數
- 39進制中，最小純元質數的位數

350
- 合数，正因數有1、2、5、7、10、14、25、35、50、70、175和350。
質因數分解，{\displaystyle 2\times 5^{2}\times 7}。
- 过剩数，真因數和為394，盈度為44
  - 半完全数，和為本身的其中一組因數為1、 5、 10、 14、 25、 50、 70、 175。
- 十进制的奢侈數。

351
- 合数，正因數有1、3、9、13、27、39、117和351。
質因數分解，{\displaystyle 3^{3}\times 13}。
- 亏数，真因數和為209，虧度為142
- 十进制的奢侈數。
- 三角形數
- 六邊形數
- 十邊形數
- 幸運數
- 五個連續質數的和：61+67+71+73+79

352
- 合数，正因數有1、2、4、8、11、16、22、32、44、88、176和352。
質因數分解，{\displaystyle 2^{5}\times 11}。
- 过剩数，真因數和為404，盈度為52
  - 半完全数，和為本身的其中一組因數為1、 2、 4、 11、 16、 22、 32、 88、 176。
- 十进制的奢侈數。
- 十二進位中是哈沙德數
- 352在十二進制中的倒數只有一位循環小數，她的前一個數（351）也只有兩位循環小數
- 九皇后問題的解答個數

353
- 第71個質數。
  - 非正規質數
  - 迴文質數
  - 普羅斯質數
  - 超質數
- 353的四次方是最小的可以寫成4個四次方數的和的四次方數
- 353能整除1016+1

354
- 合数，正因數有1、2、3、6、59、118、177和354。
質因數分解，{\displaystyle 2\times 3\times 59}。
- 过剩数，真因數和為366，盈度為12
  - 半完全数，和為本身的其中一組因數為59、 118、 177。
- 不尋常數，大於平方根的質因數為59。
- 佩服數，佩服因數為6。
- 无平方数因数的数。
  - 楔形数。
- 十进制的奢侈數。
- 354是農曆1年的天數
- 354是第37個楔形數

355
- 合数，正因數有1、5、71和355。
質因數分解，{\displaystyle 5\times 71}。
- 亏数，真因數和為77，虧度為278
- 不尋常數，大於平方根的質因數為71。
- 半素数。
- 无平方数因数的数。
- 十进制的等數位數。
- {\displaystyle {\frac {355}{113}}}為圓周率{\displaystyle \pi }的一個近似值（密率）

356
- 合数，正因數有1、2、4、89、178和356。
質因數分解，{\displaystyle 2^{2}\times 89}。
- 亏数，真因數和為274，虧度為82
- 不尋常數，大於平方根的質因數為89。
- 十进制的奢侈數。
- （3,5,6）為拈（Nim）遊戲的一個安全局
- 356是自守數

357
- 合数，正因數有1、3、7、17、21、51、119和357。
質因數分解，{\displaystyle 3\times 7\times 17}。
- 亏数，真因數和為219，虧度為138
- 无平方数因数的数。
  - 楔形数。
- 十进制的奢侈數。
- 357出現在以下幻方的第二列：

| 4 | 9 | 2 |
| 3 | 5 | 7 |
| 8 | 1 | 6 |

- 2 × 357357-1是質數[5]，357是唯一有這個性質的三位數

358
- 合数，正因數有1、2、179和358。
質因數分解，{\displaystyle 2\times 179}。
- 亏数，真因數和為182，虧度為176
- 不尋常數，大於平方根的質因數為179。
- 半素数。
- 无平方数因数的数。
- 十进制的奢侈數。
- 梅滕斯函數為0的一個解
- (3 + 58) + (35 + 8) + (3 + 5 + 8 ) = 3 × 5 × 8

359
- 第72個質數。
  - 索菲熱爾曼質數
  - 安全質數
  - 正則質數
  - 反質數
- 嚴格非迴文數
- 359是循環單位111......111（連續179個1，其中179是質數）的最小的質因數。[5]

360
- 合数，正因數有1、2、3、4、5、6、8、9、10、12、15、18、20、24、30、36、40、45、60、72、90、120、180和360。
質因數分解，{\displaystyle 2^{3}\times 3^{2}\times 5}。
- 过剩数，真因數和為810，盈度為450
- 十进制的奢侈數。

361
- 合数，正因數有1、19和361。
質因數分解，{\displaystyle 19^{2}}。
- 亏数，真因數和為20，虧度為341
- 半素数。
- 平方数，為19的平方。
- 十进制的等數位數。
- 19的平方數
- 圍棋棋盤的點的個數
- 361度

362
- 合数，正因數有1、2、181和362。
質因數分解，{\displaystyle 2\times 181}。
- 亏数，真因數和為184，虧度為178
- 不尋常數，大於平方根的質因數為181。
- 半素数。
- 无平方数因数的数。
- 十进制的奢侈數。

363
- 合数，正因數有1、3、11、33、121和363。
質因數分解，{\displaystyle 3\times 11^{2}}。
- 亏数，真因數和為169，虧度為194
- 十进制的奢侈數。
- 十二進位中是哈沙德數
- 3,10,11,32進制中都是迴文數
- 從23到59的九個質數的和
- 梅滕斯函數為0的一個解

364
- 合数，正因數有1、2、4、7、13、14、26、28、52、91、182和364。
質因數分解，{\displaystyle 2^{2}\times 7\times 13}。
- 过剩数，真因數和為420，盈度為56
  - 半完全数，和為本身的其中一組因數為1、 2、 7、 13、 14、 26、 28、 91、 182。
- 佩服數，佩服因數為28。
- 十进制的奢侈數。
- 三進制中的純元數：111111
- 四面體數
- 哈沙德數
- 最小的正整數n使得{\displaystyle \Phi _{n}(2)}有平方因子（1093的平方），其中{\displaystyle \Phi }為分圓多項式

365
- 合数，正因數有1、5、73和365。
質因數分解，{\displaystyle 5\times 73}。
- 亏数，真因數和為79，虧度為286
- 不尋常數，大於平方根的質因數為73。
- 半素数。
- 无平方数因数的数。
- 十进制的等數位數。

366
- 合数，正因數有1、2、3、6、61、122、183和366。
質因數分解，{\displaystyle 2\times 3\times 61}。
- 过剩数，真因數和為378，盈度為12
  - 半完全数，和為本身的其中一組因數為61、 122、 183。
- 不尋常數，大於平方根的質因數為61。
- 佩服數，佩服因數為6。
- 无平方数因数的数。
  - 楔形数。
- 十进制的奢侈數。
- 第39個楔形數，前一個是357，下一個是370。
- 閏年一年有366天。
- {\displaystyle \Phi _{366}(2)}是質數。

367
- 第73個質數。
- 質數
  - 全循環質數
  - 正則質數
  - 超質數
- 快樂數
- 佩蘭數
- 自守數

368
- 合数，正因數有1、2、4、8、16、23、46、92、184和368。
質因數分解，{\displaystyle 2^{4}\times 23}。
- 过剩数，真因數和為376，盈度為8
  - 半完全数，和為本身的其中一組因數為1、 2、 4、 16、 23、 46、 92、 184。
- 不尋常數，大於平方根的質因數為23。
- 佩服數，佩服因數為4。
- 十进制的奢侈數。
- 十二進位中是哈沙德數
- 368=35 + 53，注意35（十六進位）=53（十進位）
- 3^3 - 6^6 + 8^8是質數

369
- 合数，正因數有1、3、9、41、123和369。
質因數分解，{\displaystyle 3^{2}\times 41}。
- 亏数，真因數和為177，虧度為192
- 不尋常數，大於平方根的質因數為41。
- 十进制的奢侈數。
- 由僅有的三個一位數的三的倍數接起來的數字
- 台灣的三大遊樂園：劍湖山世界，六福村，九族文化村
- 新加坡帮派
- 369的倒數只有五位循環節：0.00271
- 九階魔方陣的常數
- 她跟370構成魯斯-阿倫數對

370
- 合数，正因數有1、2、5、10、37、74、185和370。
質因數分解，{\displaystyle 2\times 5\times 37}。
- 亏数，真因數和為314，虧度為56
- 不尋常數，大於平方根的質因數為37。
- 无平方数因数的数。
  - 楔形数。
- 十进制的奢侈數。
- 水仙花數
- 370不能表示成一個平方數跟一個質數的和
- 倒數循環節只有三位數
- 楔形數
- 她跟369構成魯斯-阿倫數對

371
- 合数，正因數有1、7、53和371。
質因數分解，{\displaystyle 7\times 53}。
- 亏数，真因數和為61，虧度為310
- 不尋常數，大於平方根的質因數為53。
- 半素数。
- 无平方数因数的数。
- 十进制的等數位數。

371 = 33 + 73 + 13，所以是水仙花數。
372
- 合数，正因數有1、2、3、4、6、12、31、62、93、124、186和372。
質因數分解，{\displaystyle 2^{2}\times 3\times 31}。
- 过剩数，真因數和為524，盈度為152
  - 半完全数，和為本身的其中一組因數為31、 62、 93、 186。
- 不尋常數，大於平方根的質因數為31。
- 十进制的奢侈數。
- 372=12x31，12月31日為一年的最後一天
- 372是非互補歐拉商數與不可及數

373
- 第74個質數。
  - 在4,8,9,10進制中都是迴文質數
  - 正則質數
  - 平衡質數

374
- 合数，正因數有1、2、11、17、22、34、187和374。
質因數分解，{\displaystyle 2\times 11\times 17}。
- 亏数，真因數和為274，虧度為100
- 无平方数因数的数。
  - 楔形数。
- 十进制的奢侈數。

375
- 合数，正因數有1、3、5、15、25、75、125和375。
質因數分解，{\displaystyle 3\times 5^{3}}。
- 亏数，真因數和為249，虧度為126
- 十进制的等數位數。
- 5-光滑數
- 哈沙德數
- 三七五減租

376
- 合数，正因數有1、2、4、8、47、94、188和376。
質因數分解，{\displaystyle 2^{3}\times 47}。
- 亏数，真因數和為344，虧度為32
- 不尋常數，大於平方根的質因數為47。
- 十进制的奢侈數。
- 五邊形數與非歐拉商數
- 3762的末三位數字仍然是376，對於任何n>=1，376n的末三位數字都是376
- 最小的正整數n，讓代數式{\displaystyle {\frac {n\cdot 12^{k}-1}{{\text{gcd}}(n-1,11)}}}對於所有正整數k，都不是質數

377
- 合数，正因數有1、13、29和377。
質因數分解，{\displaystyle 13\times 29}。
- 亏数，真因數和為43，虧度為334
- 不尋常數，大於平方根的質因數為29。
- 半素数。
- 无平方数因数的数。
- 十进制的奢侈數。

378
- 合数，正因數有1、2、3、6、7、9、14、18、21、27、42、54、63、126、189和378。
質因數分解，{\displaystyle 2\times 3^{3}\times 7}。
- 过剩数，真因數和為582，盈度為204
  - 半完全数，和為本身的其中一組因數為2、 3、 6、 7、 9、 18、 21、 27、 42、 54、 63、 126。
- 十进制的奢侈數。
- 三角形數
- 六邊形數
- 哈沙德數
- 自守數

379
- 第75個質數。
- 快樂數
- 全循環質數
- 小於等於53的所有奇質數的和

380
- 合数，正因數有1、2、4、5、10、19、20、38、76、95、190和380。
質因數分解，{\displaystyle 2^{2}\times 5\times 19}。
- 过剩数，真因數和為460，盈度為80
  - 半完全数，和為本身的其中一組因數為1、 2、 5、 10、 19、 20、 38、 95、 190。
- 普洛尼克数，為19與20的乘積。
- 十进制的奢侈數。

381
- 合数，正因數有1、3、127和381。
質因數分解，{\displaystyle 3\times 127}。
- 亏数，真因數和為131，虧度為250
- 不尋常數，大於平方根的質因數為127。
- 半素数。
- 无平方数因数的数。
- 十进制的奢侈數。
- 前16個質數的和

382
- 合数，正因數有1、2、191和382。
質因數分解，{\displaystyle 2\times 191}。
- 亏数，真因數和為194，虧度為188
- 不尋常數，大於平方根的質因數為191。
- 半素数。
- 无平方数因数的数。
- 十进制的奢侈數。
- 史密斯數
- {\displaystyle \Phi _{382}(2)}是質數

383
- 第76個質數。
  - 安全質數
  - 迴文質數
  - 全循環質數
- 胡道爾數
- 383x2^n+1在n<6393時，都是合數

384
- 合数，正因數有1、2、3、4、6、8、12、16、24、32、48、64、96、128、192和384。
質因數分解，{\displaystyle 2^{7}\times 3}。
- 过剩数，真因數和為636，盈度為252
  - 半完全数，和為本身的其中一組因數為1、 2、 3、 4、 6、 8、 16、 24、 32、 64、 96、 128。
- 十进制的等數位數。
- 8的雙階乘
- 3-光滑數
- 過剩數

385
- 合数，正因數有1、5、7、11、35、55、77和385。
質因數分解，{\displaystyle 5\times 7\times 11}。
- 亏数，真因數和為191，虧度為194
- 无平方数因数的数。
  - 楔形数。
- 十进制的奢侈數。
- 最小的正整數n，使得分圓多項式{\displaystyle \Phi _{n}(x)}中有係數的絕對值大於2
- 18的整數分拆個數
- 卡倫數
- 楔形數

386
- 合数，正因數有1、2、193和386。
質因數分解，{\displaystyle 2\times 193}。
- 亏数，真因數和為196，虧度為190
- 不尋常數，大於平方根的質因數為193。
- 半素数。
- 无平方数因数的数。
- 十进制的奢侈數。
- 非歐拉商數與非互補歐拉商數
- 半質數
- 中心七邊形數

387
- 合数，正因數有1、3、9、43、129和387。
質因數分解，{\displaystyle 3^{2}\times 43}。
- 亏数，真因數和為185，虧度為202
- 不尋常數，大於平方根的質因數為43。
- 十进制的奢侈數。

388
- 合数，正因數有1、2、4、97、194和388。
質因數分解，{\displaystyle 2^{2}\times 97}。
- 亏数，真因數和為298，虧度為90
- 不尋常數，大於平方根的質因數為97。
- 十进制的奢侈數。

389
- 第77個質數。
  - 非正則質數
  - 反質數
  - 全循環質數
- 高互補歐拉商數
- 自守數
- 嚴格非迴文數

390
- 合数，正因數有1、2、3、5、6、10、13、15、26、30、39、65、78、130、195和390。
質因數分解，{\displaystyle 2\times 3\times 5\times 13}。
- 过剩数，真因數和為618，盈度為228
  - 半完全数，和為本身的其中一組因數為1、 2、 5、 6、 10、 13、 15、 26、 39、 65、 78、 130。
- 无平方数因数的数。
- 十进制的奢侈數。
- 四個相異質數的乘積（2x3x5x13）
- 非歐拉商數

391
- 合数，正因數有1、17、23和391。
質因數分解，{\displaystyle 17\times 23}。
- 亏数，真因數和為41，虧度為350
- 不尋常數，大於平方根的質因數為23。
- 半素数。
- 无平方数因数的数。
- 十进制的奢侈數。
- 六進制中，只有兩個質數的倒數的循環節長度為391位，這兩個質數都非常大，分別是409629556445298210157795302494476687617240542842898234310908958975300252583135110588499332368488448518682064253668907063469（123位數）跟16506979189828140558896264900388421466654847459278647949814687198371763689570300905366639586255176995744892908868970167134554282305221260962386451580999（152位數）

- 391是中心五邊形數

392
- 合数，正因數有1、2、4、7、8、14、28、49、56、98、196和392。
質因數分解，{\displaystyle 2^{3}\times 7^{2}}。
- 过剩数，真因數和為463，盈度為71
  - 半完全数，和為本身的其中一組因數為2、 4、 7、 8、 28、 49、 98、 196。
- 十进制的奢侈數。
- 阿喀琉斯數
- 過剩數
- 哈沙德數

393
- 合数，正因數有1、3、131和393。
質因數分解，{\displaystyle 3\times 131}。
- 亏数，真因數和為135，虧度為258
- 不尋常數，大於平方根的質因數為131。
- 半素数。
- 无平方数因数的数。
- 十进制的奢侈數。
- 迴文數
- 第393貴金屬比例的根號裡面的數字只有13而已
- 393n-(393-1)n在n<64747時，都不是質數

394
- 合数，正因數有1、2、197和394。
質因數分解，{\displaystyle 2\times 197}。
- 亏数，真因數和為200，虧度為194
- 不尋常數，大於平方根的質因數為197。
- 半素数。
- 无平方数因数的数。
- 十进制的奢侈數。
- 非歐拉商數與非互補歐拉商數

395
- 合数，正因數有1、5、79和395。
質因數分解，{\displaystyle 5\times 79}。
- 亏数，真因數和為85，虧度為310
- 不尋常數，大於平方根的質因數為79。
- 半素数。
- 无平方数因数的数。
- 十进制的等數位數。

396
- 合数，正因數有1、2、3、4、6、9、11、12、18、22、33、36、44、66、99、132、198和396。
質因數分解，{\displaystyle 2^{2}\times 3^{2}\times 11}。
- 过剩数，真因數和為696，盈度為300
- 十进制的奢侈數。
- 出現在某個pi的無窮級數中的分母
- 396=36+39+63+69+93+96
- 前36個正整數的歐拉函數值的和
- 396的Aliquot數列的情形目前仍然未知

397
- 第78個質數。
  - 立方質數
- 中心六邊形數

398
- 合数，正因數有1、2、199和398。
質因數分解，{\displaystyle 2\times 199}。
- 亏数，真因數和為202，虧度為196
- 不尋常數，大於平方根的質因數為199。
- 半素数。
- 无平方数因数的数。
- 十进制的奢侈數。

399
- 合数，正因數有1、3、7、19、21、57、133和399。
質因數分解，{\displaystyle 3\times 7\times 19}。
- 亏数，真因數和為241，虧度為158
- 无平方数因数的数。
  - 楔形数。
- 十进制的奢侈數。
- 楔形數
- 最小的盧卡斯-卡邁爾數